# Nouvelle-Albion
Nouvelle Albion est la traduction française de l'expression latine « Nova Albion » (New Albion en anglais), le nom donné à la contrée trouvée sur la côte ouest de l'Amérique du Nord par Francis Drake, l'explorateur, corsaire et homme militaire anglais qui fit la circumnavigation de la Terre entre 1579 et 1580. Le mot « Albion » qui signifie « blanc » est une ancienne appellation pour la Grande-Bretagne. Avant de quitter l'Amérique pour les Moluques, Drake revendiqua Nouvelle-Albion pour la reine Élisabeth Ire d'Angleterre.

## Nouvelle-Albion en Californie
Depuis longtemps les historiens placèrent la Nouvelle-Albion en Californie, par raison de la latitude donnée pour l'anse où Drake effectua des travaux sur son navire la Golden Hind dans les récits du voyage publiés en Angleterre après le retour de Drake à Londres en 1580. Drake et son équipage passèrent quelques semaines à cette localité — portus Novæ Albionis — et eurent plusieurs contacts amicaux avec les autochtones qui l'ont couronné roi.
Selon le récit du voyage basé sur le journal de Francis Fletcher, un pasteur protestant qui accompagna Drake, publié par le neveu de Drake (qui s'appelait aussi Francis Drake) en 1628 le nom de la Nouvelle-Albion fait référence aux similarités entre les falaises blanches de la région américaine qui faisaient penser Drake aux falaises anglaises à Douvres.

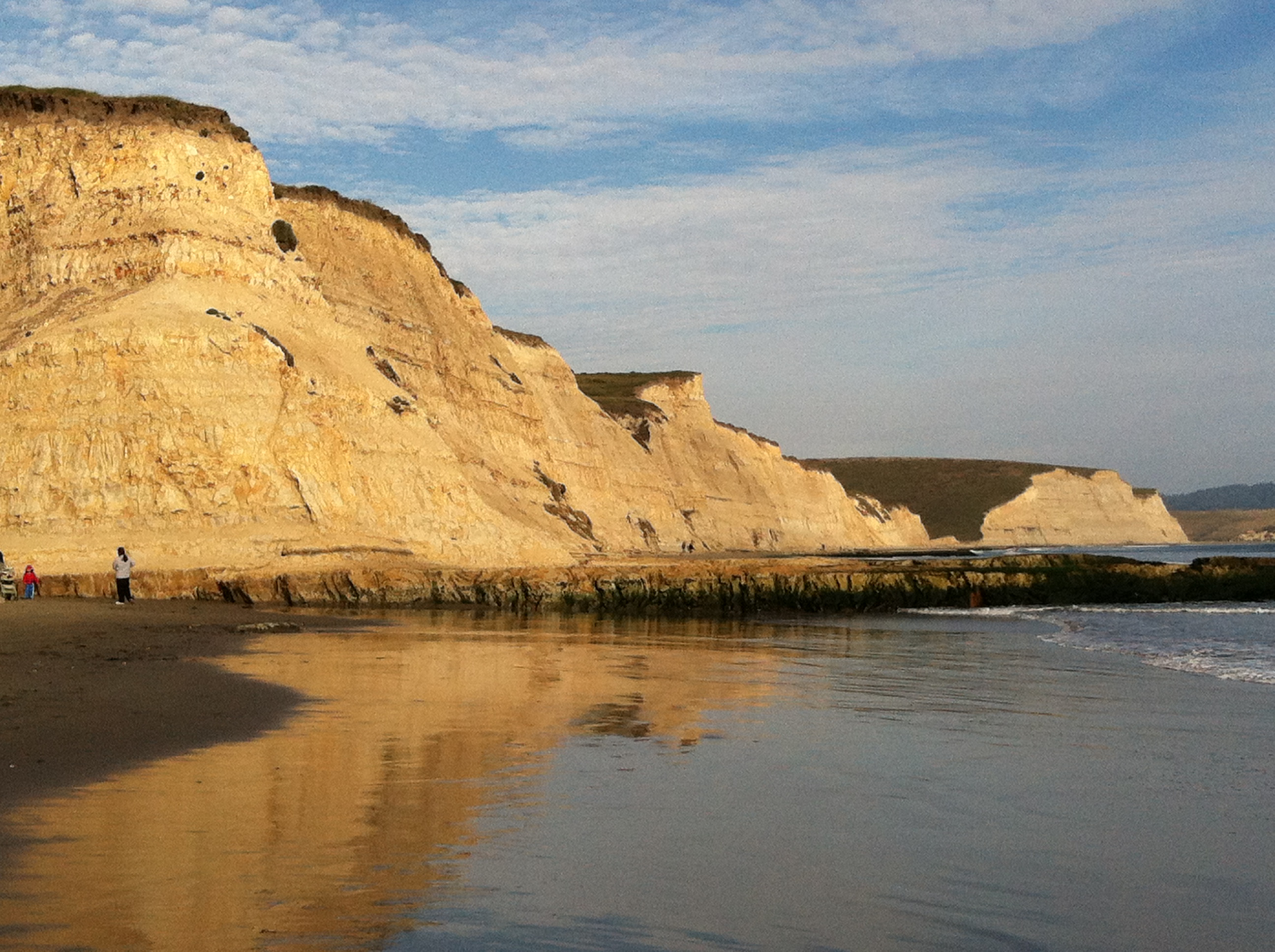
Falaises de Drakes Bay.

Selon la description, l'anse se situa en 38e parallèle nord, qui le placerait près de la ville actuelle de San Francisco et il y a eu ceux qui croyaient que la baie de San Francisco était en fait la Nouvelle-Albion. D'autres estiment que Drake s'arrêta à l'anse qui s'appelle toujours Drakes Bay où se trouvent des falaises de couleur blanche et où vivaient alors des autochtones (les Miwoks) qui ressemblaient aux descriptions des peuples indigènes tels qu'ils furent décrits par Fletcher.

## Portus Novæ Albionis en Oregon
D'autres personnes, comme l'historien amateur anglais Bob Ward, ou l'auteur et ancien ministre provincial canadien Samuel Bawlf, prétendent que Drake a choisi une baie dans l'État d'Oregon qui s'appelle Whale Cove (l'Anse aux Baleines) pour faire les travaux sur le Golden Hind. Le choix d'un port plus au nord se base sur deux récits du voyage écrits à la main qui sont toujours conservés à la British Library et qui indiquent la latitude du 44e parallèle nord.

## Nouvelle-Albion en Colombie-Britannique
Quant à lui, Bawlf est de l'avis que la Nouvelle-Albion pourrait bien être l'île de Vancouver.
Pour soutenir sa thèse, Bawlf constate que quelques cartes du monde faites après le voyage montre la « Nova-Albion » aux latitudes élevées, vers 48 degrés ou même 50 degrés au nord de l'équateur. En plus, une carte représentant le voyage donnée à Henri de Navarre, et marquée de façon qui indiqua que Drake même l'avait vue et corrigée, montre une série d'îles sur la côte pacifique qui ne pourraient représenter la Californie, dont le littoral au nord de la baie de San Francisco n'inclut que quelques îlots sans importance. En plus, le témoignage donné par John Drake, qui accompagna son cousin dans le Golden Hind mais qui fut pris par les Espagnols pendant un voyage suivant, indique que Francis Drake avait visité quelques îles « de bonne terre » dont une fut nommée par Drake la Nouvelle-Albion.
Selon Bawlf, les latitudes véritables du voyage le long du littoral pacifique du continent furent supprimées pour ne pas donner l'indication aux Espagnols que les Anglais avaient peut-être trouvé l'embouchure au détroit d'Anian qui mènerait au passage du Nord-Ouest.

## Sources
1. ↑  The World Encompassed by Sir Francis Drake London, 1628.
2. ↑  Samuel Bawlf, The Secret Voyage of Sir Francis Drake, Douglas & McIntyre, 2003.